# Стоян Ангелов (писател)
Стоян Ангелов е български учител, публицист, писател, краевед и общественик.

## Биография
Роден е на 26 януари 1926 г. в село Дриново, област Търговище. Завършва основно образование в родното си село. На 12-годишна възраст остава сирак – без баща и това го спира да продължи образованието си. За да издържа семейството е принуден да работи като занаятчийски чирак, хамалин и общ работник в строителството. След това се записва в Мъжка гимназия в Попово.
Първият му фейлетон е публикуван през 1946 г. във вестник „Стършел“. Работи като библиотекар и нередовен учител в село Дриново.
След дипломирането си през 1953 г. е назначен за учител и директор в Основното училище в село Дралфа. Жени се и се раждат син и дъщеря. За постигнати високи успехи в учебно-възпитателния процес, за професионализма, усърдието и всеотдайността, Стоян Ангелов е удостоен с орден „Кирил и Методий“ II степен. Получава и множество значки и грамоти. Сред тях е грамотата „Учител – първенец“ за 1980 г.
Председател е на читалището в село Дралфа. Активно се включва и в художествената самодейност. Като художествен ръководител на детски театрален състав, става лауреат на Петия и Шестия републикански фестивал на детската театрална самодейност.
За 60-те години творческа дейност написва над 1500 очерци, фейлетони и статии, разкази и легенди, публикувани в 32 регионални и национални издания, както и в два чуждестранни вестника – германски и унгарски. Член е в Дружеството на литературните творци в Търговище и публикува в алманасите „Настроение“ и „Докосване“. Включен е и в сатиричния сборник „Балкански котел“.
Стоян Ангелов е известен като популяризатор на Пеньо Атанасов-Бомбето – строителят на Паметника на свободата на Шипка. Пише десетки очерци за него, публикувани в българския и чуждестранния печат. Автор е на многобройни очерците за село Дриново. Автор е на историите на селата Дралфа и Росина, и на историческите очерци за селата Кошничари, Пчелно и Пиринец.
Умира през 2006 г.
През 2018 г. неговата дъщеря Анета Ангелова издава първата самостоятелна книга на своя баща, включваща малка част от творчество му – 21 легенди, 20 разказа и 35 фейлетона. По повод 90-тата и 95-тата годишнина от рождението на писателя в Регионалната библиотека „Петър Стъпов“ – Търговище са подредени витрини с част от неговите творби.